# شمس‌الدین ایلدگز
اتابک اعظم شمس‌الدین ایلدِگُز یا ایلدُگُز (مرگ در ۵۷۱ هجری قمری) (۱۱۷۵ میلادی) بنیاگذار دودمان اتابکان آذربایجان بود. 
شمس‌الدین ایلدگز در آغاز امیری‌ بود از تبار قبچاق و داماد سلطان مسعود سلجوقی بود. او در دستگاه سلجوقیان پیشرفت نمود تا آنجا که به امارت آذربایجان رسید. او در حدود ۵۳۰ یا ۵۳۱ هجری قمری (۱۱۳۶ میلادی) توانست حکومتی به‌نسبت مستقل را در اردبیل برپاسازد و پایتخت اتابکان را اردبیل قرار داد  و به جز آذربایجان تا زمان مرگش بر اران، ری و اصفهان نیز چیره‌گردد. 
احتمال داده‌اند که نام ایلدگز دگرگون‌شدهٔ واژهٔ ترکی ایلدنگیز باشد.